# Lutz Hachmeister
Lutz Hachmeister, né le 10 septembre 1959, à Minden, en Rhénanie-du-Nord-Westphalie (Allemagne de l'Ouest) et mort à Cologne le 26 août 2024, est professeur de journalisme à l’université technique de Dortmund, spécialiste de l’histoire des médias allemands et producteur de films documentaires distingués par plusieurs prix.
En 2003, il réalise une série documentaire intitulée «Riviera» dans laquelle il trace le portrait historique et culturel de quatre villes de la côte méditerranéenne. En 2005, il attire l’attention de la communauté internationale en réalisant «The Goebbels Experiment», documentaire coproduit par la BBC, mettant en scène Joseph Goebbels à travers la voix de Kenneth Branagh lisant des extraits du journal intime du ministre de la propagande du Troisième Reich.

## Parcours universitaire
Lutz Hachmeister suit des études de sciences de la communication, de sociologie et de philosophie à l’université de Münster puis celle de Berlin. En 1986, il présente une thèse sur «L’histoire des sciences de la communication en Allemagne». En 1999, il soutient sa thèse de professorat sur Franz Six. Supérieur hiérarchique d’Adolf Eichmann, Franz Six était responsable du service de renseignements sur l’ennemi, au sein de la Reichssicherheitshauptamt (RSHA, « office central de la sécurité du Reich »), homologue, à ce titre, d'Herbert Hagen, en France. Cet ouvrage sur la carrière de Franz Six a largement été reconnu comme l’une des «nouvelles biographies» des années 1990 décrivant avec précision la mentalité et le rôle des jeunes élites dans l’organisation du Troisième Reich.
En 1999, Hachmeister est nommé professeur de journalisme à l’université de Dortmund où il enseigne l'histoire des médias.
À l’encontre du courant dominant dans les sciences des médias et de la communication en Allemagne, Hachmeister applique une méthode basée sur les modèles américains classiques de psychosociologie (Harold Lasswell, Robert E Park). Il s'appuie également fréquemment sur les théories canadiennes de sciences de la communication et se réfère aux thèses de droit décisionnel de Carl Schmitt.

## Carrière professionnelle
En tant que journaliste, Hachmeister a été rédacteur pour plusieurs journaux allemands, tels que «Süddeutsche Zeitung», «Die Woche» ou «Der Tagesspiegel». Ses travaux de recherche sur le magazine allemand «Der Spiegel» ont permis de révéler l’implication d’anciens rédacteurs de cette revue dans les services de la SS sous le Troisième Reich et ont provoqué un large débat sur l’histoire du «Spiegel», jusque-là réputé pour son ancrage dans la tradition socio-libérale.
De 1989 à 1995, Hachmeister dirige l’Institut Adolf Grimme à Marl (Rhénanie-du-Nord-Westphalie), centre de recherche sur les médias et la communication.
En 1991, il fonde la Cologne Conference, festival du film et de télévision à Cologne, qu’il dirige jusqu’en 2001. Depuis 1995, il est l’un des partenaires de la Société colonaise de consulting pour les médias, HMR International, dont il est aujourd’hui (2009) également le directeur.
En février 2006, Hachmeister, considéré comme «l'expert par excellence du monde médiatique allemand», fonde à Berlin l’Institut für Medien- und Kommunikationspolitik (Institut de recherche sur la politique des médias de la communication) qu’il dirige depuis sa création. Cet institut de recherche en sciences des médias et de la communication se consacre à la recherche, jusqu’ici quelque peu négligée, sur les politiques médiatiques en Allemagne, en Europe et dans le monde.

## Carrière cinématographique
En tant que réalisateur de films documentaires, Hachmeister s’est distingué tant au niveau national qu’au niveau international. En 2004, « chleyer. Eine deutsche Geschichte», documentaire sur Hanns Martin Schleyer assassiné en 1977 par la Fraction armée rouge, lui vaut d’obtenir le prix de l’Institut Grimme (prix prestigieux accordé aux meilleures productions télévisées allemandes). Un an plus tard en 2005, «The Goebbels Experiment» est accueilli en première à la Berlinale, Festival international de cinéma de Berlin, et remarqué par la critique du New York Times. En septembre 2009, il obtient le Prix de la télévision allemande (de) du meilleur documentaire pour son film «Freundschaft! Die Freie Deutsche Jugend», retraçant l’histoire de la FDJ (Jeunesse libre allemande), organisation de jeunesse de République démocratique allemande, depuis ses prémisses dans les années 1930 jusqu’à la chute du mur de Berlin.
Hachmeister consacre plusieurs films à des sujets de société française. Il réalise ainsi en 2001, pour la chaîne de télévision Arte, un documentaire intitulé «Hôtel Provençal. Grandeur et décadence sur la Côte d'Azur» dans lequel il retrace l’histoire de cet hôtel de Juan-les-Pins qui, depuis bientôt trente ans, se trouve à l’abandon alors qu’il fut l’un des symboles de la grandeur de cette petite ville de la côte d’Azur. En 2003, Hachmeister consacre une série documentaire en quatre épisodes à quatre villes de la côte méditerranéenne, Poquerolles, Marseille, Monaco et San Remo, dont il fait le portrait culturel et historique. En 2006, il réalise «La Baie des milliardaires» pour Arte et ZDF dans lequel il retrace l’évolution historique et sociale de la région d’Antibes, depuis la vague d’émigration de l'aristocratie russe et des riches familles d'industriels venues de toute l'Europe, jusqu’aux années 1990 qui ont vu arriver des représentants de la nouvelle oligarchie russe. En 2009, Hachmeister réalise un documentaire intitulé «Trois étoiles» pour lequel il obtient en particulier le témoignage de Yannick Alléno, chef du restaurant trois étoiles Michelin de l'Hôtel Meurice (Paris), et d’Olivier Roellinger, ancien chef trois étoiles des Maisons de Bricourt (Cancale).

## Filmographie
- 2000: Hôtel Provençal. Grandeur et décadence sur la côte d’Azur. Production Colonia Media pour Arte et ZDF. 52 min
- 2004: Schleyer. Eine deutsche Geschichte (Schleyer – The Business of Terror). HMR Produktion, en coopération avec doc.station/Hamburg, produit pour NDR/WDR, 90 min
- 2005: Das Goebbels Experiment (The Goebbels Experiment). HMR Produktion, en coproduction avec ZDF et Spiegel TV, en partenariat avec la BBC et History Television Canada. 108 min
- 2007: Baie des Milliardaires. HMR Produktion, produit pour ZDF et Arte. 45 min (ZDF) et 80 min (ARTE).
- 2008: Freundschaft! Die Freie deutsche Jugend. Produit pour NDR/WDR/RBB. 90 min
- 2008: Revolution! Das Jahr 1968. Coproduction ZDF/HMR Produktion. 90 min
- 2010: Les Cuisiniers et les étoiles. HMR Produktion, pour Arte, WDR et NDR. 90 min
- 2011: Sozialdemokraten - Achtzehn Monate unter Genossen. HMR Produktion, pour WDR, SWR et RBB. 90 min
- 2011: The Real American – Joe McCarthy. Coproduction ZDF/HMR Produktion, docu-fiction en coopération avec BBC Worldwide et Smithsonian Channel. 90 min, avec John Sessions et Justine Wadell
- 2011: Auf der Suche nach Peter Hartz. ECO Media TV Produktion en coopération avec HMR Produktion pour WDR, SWR et 3Sat. 90 min et 45 min